# سیتوه
سیتوه (به لاتین: Sittwe) یک شهر در میانمار است که در Sittwe Township واقع شده‌است. سیتوه ۱۸۱٬۰۰۰ نفر جمعیت دارد.

## نگارخانه

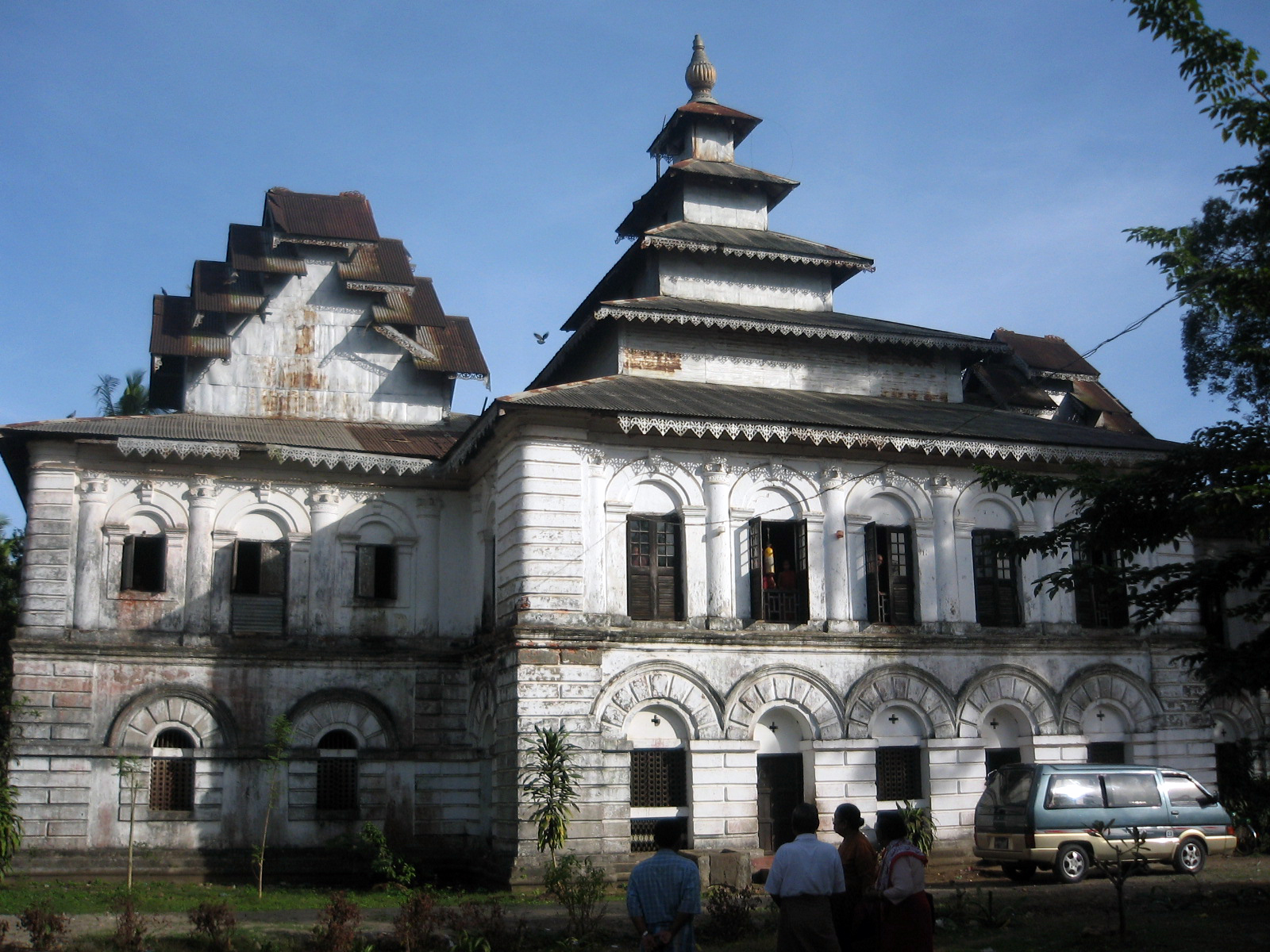
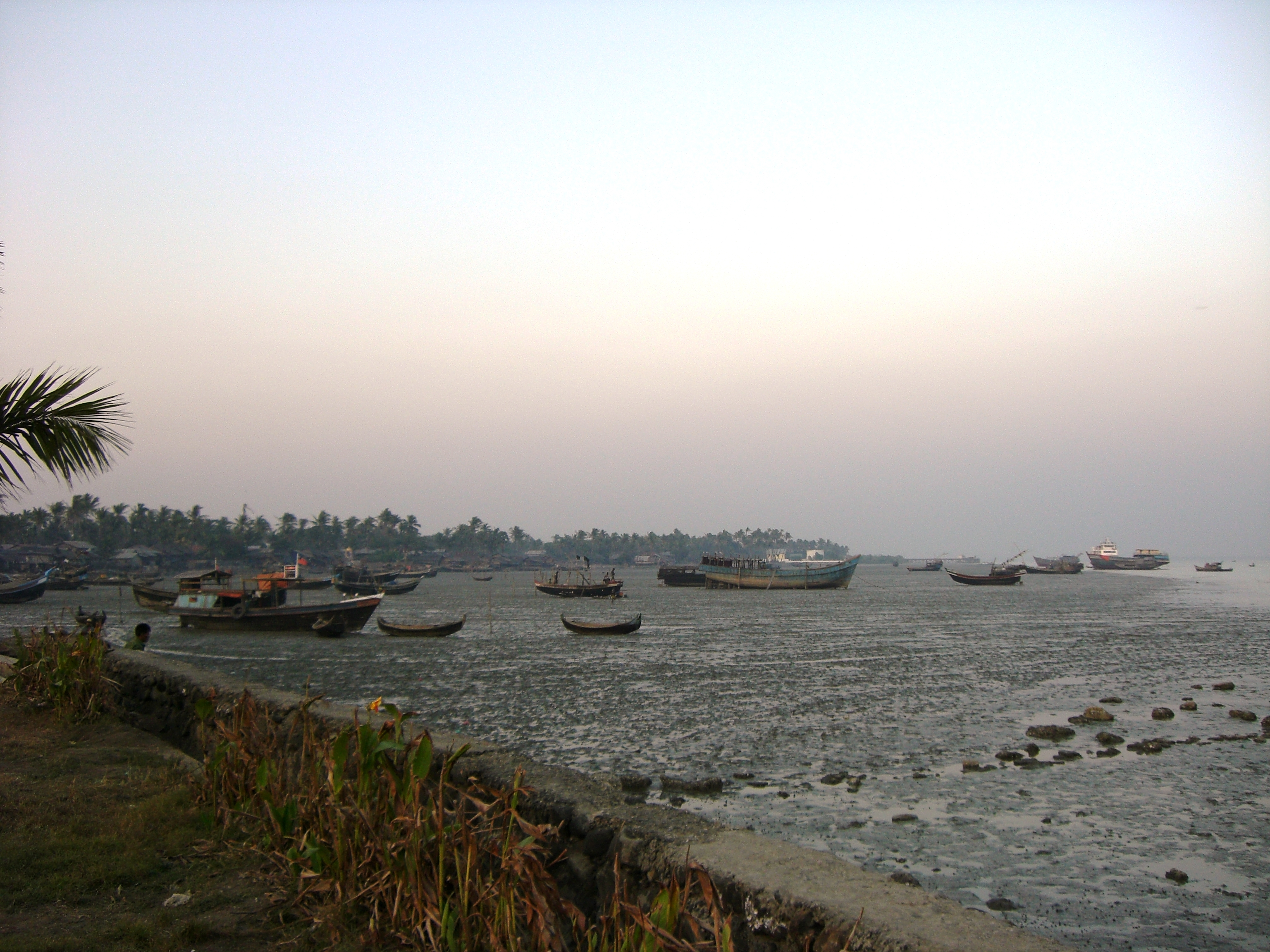
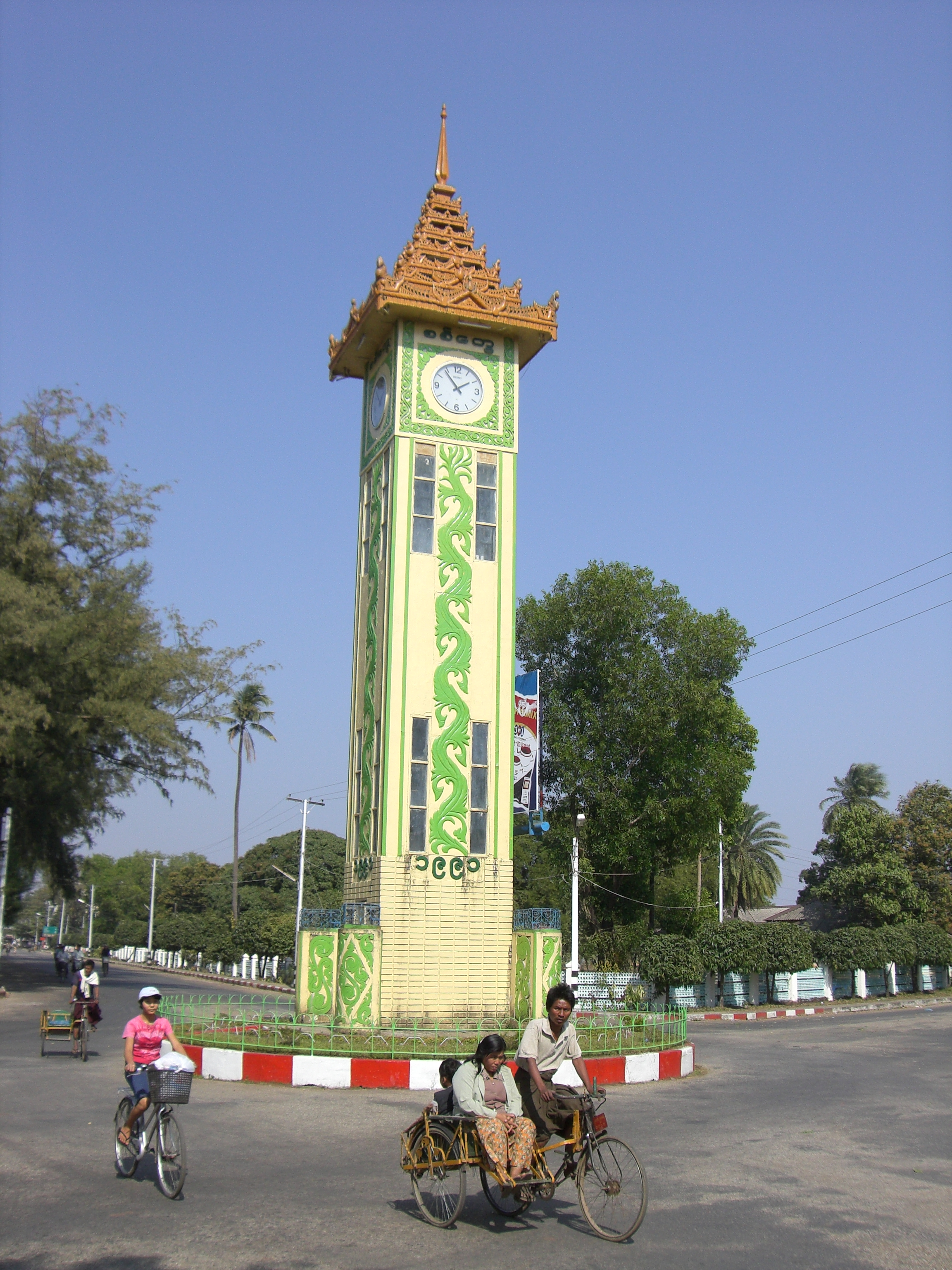